# Lista de brasileiros campeões da Liga dos Campeões da UEFA
Desde suas primeiras edições no final da década de 1950 e início da década de 1960, a Liga dos Campeões da UEFA (em inglês, UEFA Champions League) teve um total de 63 brasileiros que conseguiram vencer a maior competição de clubes da Europa. O meio campista Didi e o atacante Canário foram os primeiros brasileiros a conquistar o título, vencendo pelo Real Madrid nas edições de 1959 e 1960. Durante o século XX, dentre os 23 times campeões entre 2000 e 2023, apenas o Liverpool, campeão em 2005, não tinha um brasileiro no elenco, e de todos os outros que tinham brasileiros no elenco, apenas o Manchester United, campeão em 2008,não tinha um brasileiro entre os 11 titulares.
Jair da Costa, Juary, Lúcio, Carlos Alberto, Deco, Belletti, Marcelo, Casemiro, Neymar e Vinicius Junior conseguiram marcar gols na grande final,desses, Lúcio é o único a marcar em uma final em que perdeu,quando o Bayer Leverkusen, clube em que jogava, perdeu a decisão para o Real Madrid, mas Lúcio viria a vencer o título em 2010 com a Internazionale.
Vinicius Junior é o único brasileiro a marcar em duas finais diferentes,ambas pelo Real Madrid na temporada 2020-21 e 2023-24
Apenas Kaká e Neymar conseguiram ser artilheiros de suas respectivas edições de Champions League, Élber e Ronaldinho foram artilheiros de seus clubes na competição, mas não da competição em geral.
Marcelo e Casemiro são os maiores campeões, com 5 títulos cada um, seguidos de Daniel Alves, Roberto Carlos e Sávio, com 3.
Marcelo é o primeiro brasileiro a levantar a taça da Liga dos Campeões como capitão, no título do Real Madrid na edição 2021-22,após ele, Marquinhos ergueu a taça pelo PSG na temporada 2024-25 após 12 anos no clube.

## Por edição

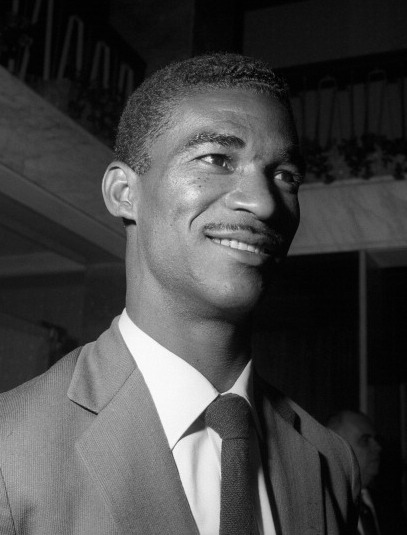
Didi, primeiro brasileiro a vencer a Champions

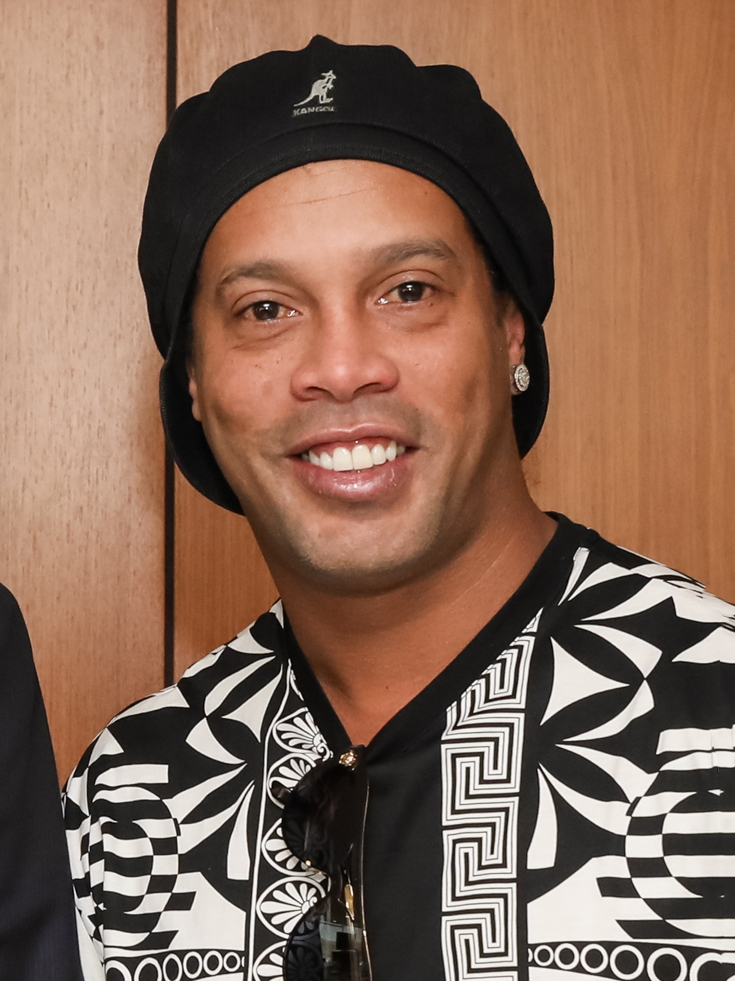
Ronaldinho Gaúcho, peça chave do Barcelona em 2006

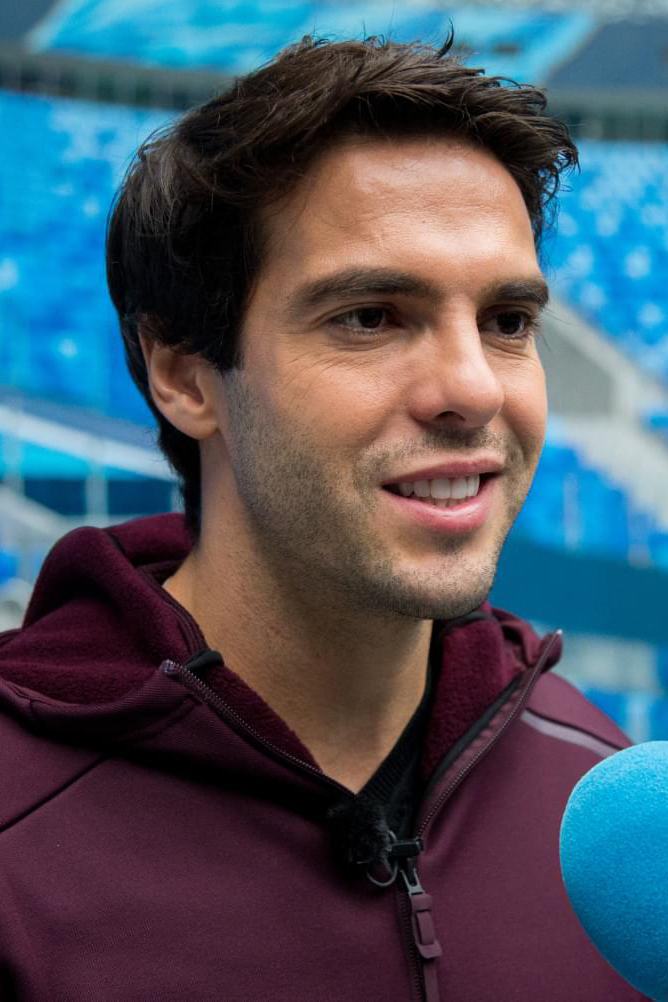
Kaká, artilheiro do Milan em 2007

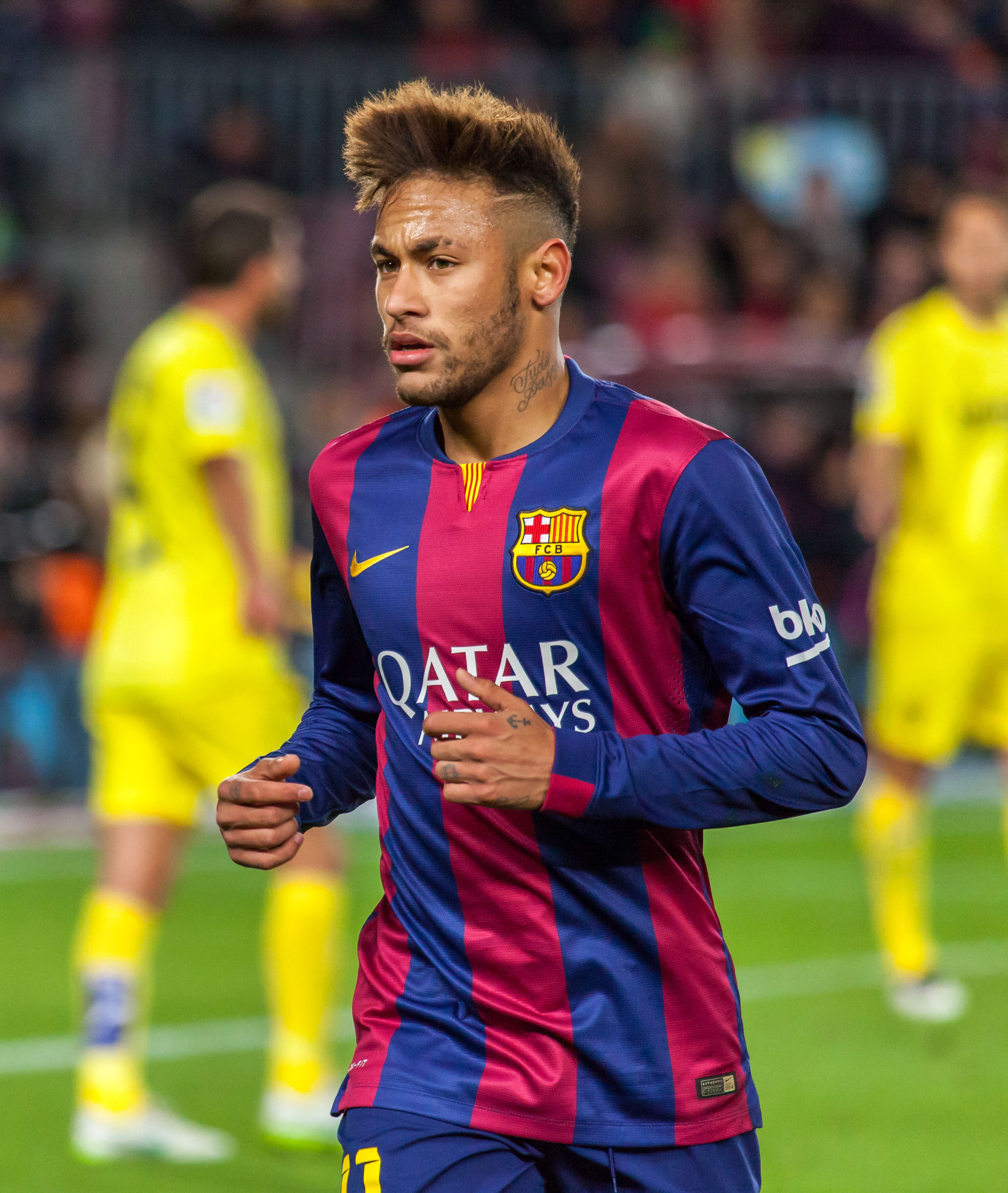
Neymar no Barcelona em 2015

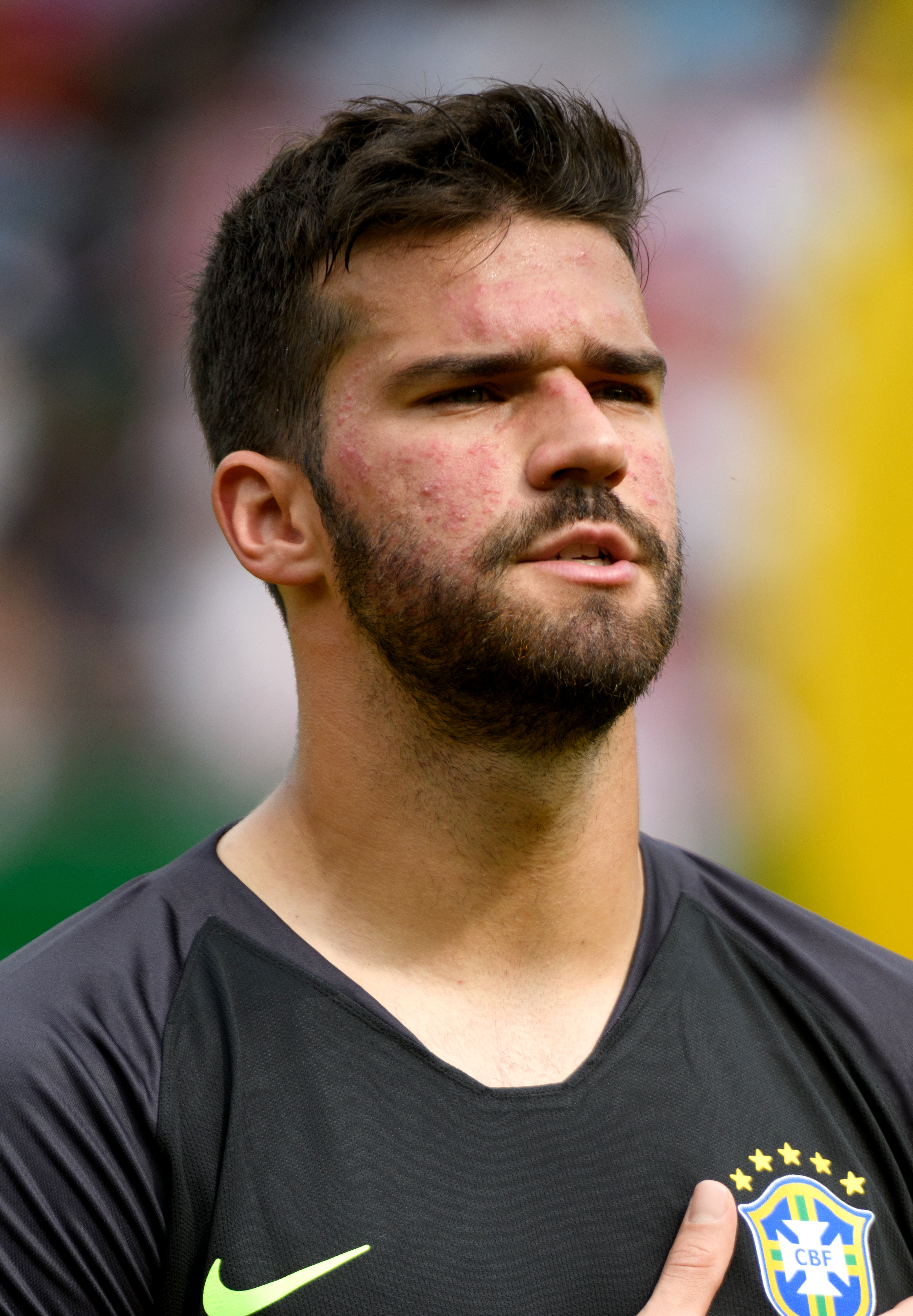
Alisson, goleiro do Liverpool campeão em 2019

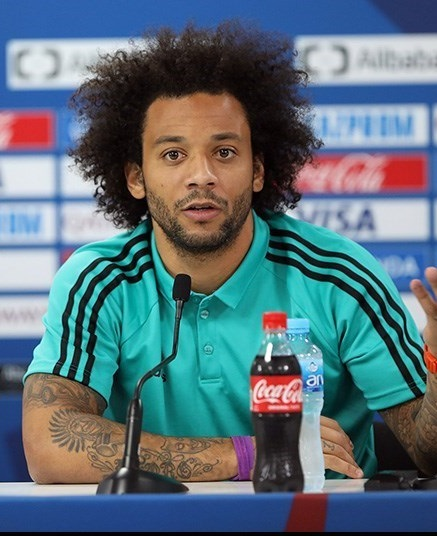
Marcelo, pentacampeão com o Real Madrid

Veja todos os brasileiros que conseguiram conquistar a "orelhuda": 
| Edição  | Jogador(es)                                               | Clube               |
| ------- | --------------------------------------------------------- | ------------------- |
| 1958-59 | Didi Canário                                              | Real Madrid         |
| 1959-60 | Didi Canário                                              | Real Madrid         |
| 1962-63 | Dino Sani Mazzola*                                        | Milan               |
| 1963-64 | Jair da Costa                                             | Internazionale      |
| 1964-65 | Jair da Costa                                             | Internazionale      |
| 1986-87 | Paulo Ricardo Juary Elói Celso Walter Casagrande          | Porto               |
| 1996-97 | Júlio César                                               | Borussia Dortmund   |
| 1997-98 | Roberto Carlos Sávio                                      | Real Madrid         |
| 1999-00 | Roberto Carlos Sávio Júlio César                          | Real Madrid         |
| 2000-01 | Paulo Sérgio Élber                                        | Bayern              |
| 2001-02 | Roberto Carlos Sávio Flávio Conceição                     | Real Madrid         |
| 2002-03 | Dida Cafu Serginho Roque Júnior Rivaldo                   | Milan               |
| 2003-04 | Carlos Alberto Deco* Derlei Bruno Moraes Maciel           | Porto               |
| 2005-06 | Ronaldinho Deco* Edmílson Thiago Motta* Belletti Sylvinho | Barcelona           |
| 2006-07 | Dida Cafu Serginho Kaká Ricardo Oliveira                  | Milan               |
| 2007-08 | Anderson                                                  | Manchester United   |
| 2008-09 | Daniel Alves Sylvinho                                     | Barcelona           |
| 2009-10 | Júlio César Maicon Lúcio Thiago Motta*                    | Internazionale      |
| 2010-11 | Daniel Alves Maxwell Adriano Thiago Alcântara*            | Barcelona           |
| 2011-12 | David Luiz Ramires                                        | Chelsea             |
| 2012-13 | Rafinha Dante Luis Gustavo                                | Bayern              |
| 2013-14 | Marcelo Casemiro                                          | Real Madrid         |
| 2014-15 | Neymar Daniel Alves Adriano Rafinha Alcântara Douglas     | Barcelona           |
| 2015-16 | Marcelo Casemiro Danilo                                   | Real Madrid         |
| 2016-17 | Marcelo Casemiro Danilo                                   | Real Madrid         |
| 2017-18 | Marcelo Casemiro                                          | Real Madrid         |
| 2018-19 | Alisson Fabinho Roberto Firmino                           | Liverpool           |
| 2019-20 | Thiago Alcântara* Philippe Coutinho                       | Bayern              |
| 2020-21 | Thiago Silva Jorginho*                                    | Chelsea             |
| 2021-22 | Marcelo Casemiro Vinicius Junior Éder Militão Rodrygo     | Real Madrid         |
| 2022-23 | Ederson                                                   | Manchester City     |
| 2023-24 | Vinicius Junior Éder Militão Rodrygo                      | Real Madrid         |
| 2024-25 | Marquinhos Lucas Beraldo                                  | Paris Saint-Germain |

Jogadores com o * significam jogadores naturalizados, são nascidos no Brasil, mas possuem outra nacionalidade e jogam por outras seleções (Deco é português, Thiago Motta, Jorginho e José Altafini são italianos e Thiago Alcântara é espanhol).

## Por clube
| Clube           | Jogador(es) | Número |
| --------------- | --- | ------ |
| Barcelona       | Ronaldinho, Sylvinho, Edmilson, Belletti, Thiago Motta, Thiago Alcântara, Daniel Alves, Maxwell, Adriano, Douglas, Rafinha Alcântara, Neymar | 12     |
| Real Madrid     | Didi, Canário, Roberto Carlos, Sávio, Júlio César, Flávio Conceição, Marcelo, Casemiro, Danilo, Vinicius Jr, Éder Militão e Rodrygo          | 12     |
| Porto           | Paulo Ricardo, Juary, Elói, Celso, Deco, Carlos Alberto, Derlei, Bruno Moraes, Maciel                                                        | 9      |
| Milan           | Dino Sani, José Altafini, Dida, Cafu, Serginho, Roque Júnior, Rivaldo, Ricardo Oliveira, Kaká                                                | 9      |
| Bayern          | Paulo Sérgio, Élber, Rafinha, Dante, Luis Gustavo, Thiago Alcântara, Philippe Coutinho                                                       | 7      |
| Internazionale  | Jair da Costa, Júlio César, Maicon, Lúcio, Thiago Motta                                                                                      | 5      |
| Chelsea         | David Luiz, Ramires, Jorginho, Thiago Silva                                                                                                  | 4      |
| Liverpool       | Alisson, Fabinho, Roberto Firmino | 3      |
| PSG             | Marquinhos,Lucas Beraldo | 2      |
| Manchester City | Ederson | 1      |